# محمد بن عبد الرحمن الحوضي
محمد بن عبد الرحمن الحوضي (ت 910هـ/1505م) هو متكلم وفقيه أصولي مالكي، من كبار فقهاء المالكية، وشاعر من شعراء تلمسان، ولد ونشأ بها، وأخذ عن مشايخها.

## اسمه
هو: محمد بن عبد الرحمن بن علي بن محمد بن أحمد بن علي التلمساني، أبو عبد الله، المعروف بالحوضي.

## شيوخه
أخذ عن جماعة من علماء تلمسان في وقته، منهم:
1. الإمام محمد بن يوسف السنوسي صاحب العقيدة السنوسية.
2. والإمام ابن العباس التلمساني، فقيه، نحوي، من أكابر علماء تلمسان في وقته، ولي الافتاء بها، توفي بالطاعون ودفن بالعباد.[1]
3. وأخذ العروض عن الأستاذ الأديب أبي إسحاق البرشاني: وهو إبراهيم بن محمد بن محمد بن مسعود البرشاني الغرناطي: الإمام الأستاذ الخطيب المقرئ المدرس المفتي المتكلم، أحد علماء الأندلس في وقته، أخذ عن أبي عبد الله الموجاري، وعنه أبو الحسن البلوي، وأبو القاسم الفهري، وأبو عبد الله الأزرق.

## تلاميذه
أخذ عن الإمام الحوضي خلق كثير، فقد كان يشتغل بتعليم الصغار للقرآن الكريم، ومن أهم العلماء الذين أخذوا عنه سماعاً وإجازة، العالم أبو جعفر أحمد بن علي البلوي: فقد صرح البلوي في ثبته بالسماع عنه، وسماه بشيخنا، وترجم له ترجمة وافية. ومن العلماء الذين أخذوا عنه أيضاً أبو العباس ابن الشيخ محمد بن مرزوق، ذكره البلوي في ثبته قائلاً: «سمعتها (أي منظومة واسطة السلوك في العقيدة) بقراءة السيد الفقيه الخطيب أبي العباس ابن شيخنا سيدي محمد مرزوق».

## مؤلفاته
خلف مصنفات منها:
- نظم الأجرومية في رجز سماه (مفتاح باب النحو).
- تخميس القصيدة المسماة بالبردة.
- نظم في العقائد وهو عقيدة صغيرة سماها (واسطة السلوك في بيان كيفية السلوك)، قال الإمام البلوي في ثبته: «ونظم لهم (أي صغار المكتب) بقصد أن يتحفظوه في المكتب، عقيدة صغيرة سماها (واسطة السلوك في بيان كيفية السلوك) سمعتها عليه بقراءة السيد الفقيه الإمام الخطيب أبي العباس ابن شيخنا سيدي محمد بن مرزوق رضي الله تعالى عنهم».

وقد شرح هذه المنظومة العقدية شيخه الإمام أبو عبد الله السنوسي، قال البلوي في ثبته في ترجمة الإمام السنوسي: «شرح عقيدة شيخنا الأديب أبي عبد الله الحوضي المسماة (واسطة السلوك) في نحو خمس كراريس»، قال الملالي في المواهب القدوسية في المناقي السنوسية: «وهو الذي طلب الشيخ رضي الله تعالى عنه أن يشرحها له، وفيه نحو خمسة كراريس». كما شرحها محمد بن قاسم دحمان الغساني (ت 1244هـ): فرضي، من فقهاء المالكية. كان مدرساً بالقيروان، وشيخاً للشاذلية. ويوجد ضمن مخطوطات القرويين «شرح تهذيب نظم الحوضي في العقائد» لمؤلف مجهول.
وقد اهتم العلماء بهذه المنظومة واعتنوا بها، كما اهتم بها السلاطين وحبسوها على خزائن الكتب، فنجد السلطان أحمد المنصور الذهبي (ت 1012هـ) يحبس نسخة من نظم (واسطة السلوك) على خزانة القرويين. وكذا أمير المؤمنين السلطان محمد بن عبد الله العلوي المالكي سنة 1175هـ، يحبس نسخة من نظم (واسطة السلوك) مكتوب بماء الذهب في أوائل السفر ضمن شرحه، وتراجمه الأولى بماء الذهب.
ومنظومة (واسطة السلوك المبينة كيفية السلوك)، تبدأ بقوله:
وتنتهي بقوله:
ومن نظمه يرثي فيه إمام الموحدين محمد بن يوسف السنوسي الحسني وهو أول من رثاه هذه القصيدة اللزومية:
إلى غير ذلك من القصائد والمنظومات.

## مكانته العلمية
كان لمكانة الإمام الحوضي العلمية قدر محفوظ، فقد قال فيه تلميذه أبو جعفر أحمد بن علي البلوي: «شاعر تلمسان، والموصوف في ذلك عند أهلها بالإجادة والإحسان...وكف بصره نفعه الله تعالى فصار غيره ينوب عنه في كتب منظوماته... وله مشاركة في علم الأدب مباركة، واشتغاله بتعليم الصغار لكتاب الله عز وجل».
وحلاه الإمام الملالي تلميذ السنوسي بقوله: «الفقيه الأجل الصالح، أبو عبد الله محمد بن عبد الرحمن الحوضي».
وقال عنه ابن مريم في (البستان في ذكر الأولياء والعلماء بتلمسان): «العالم الأصولي الشاعر المكثر...».
ويكفي في إبراز مكانته العلمية إقدام شيخه الإمام أبو عبد الله السنوسي على شرح منظومته العقدية واسطة السلوك، وهو موقف جليل يبرز اعتناء الشيوخ بتلاميذهم وما يضعونه من مؤلفات ومنظومات.

## وفاته
توفي العلامة محمد بن عبد الرحمن الحوضي في شهر ذي القعدة الحرام، عام (910هـ/1505م).